# Фареро-Исландский рубеж

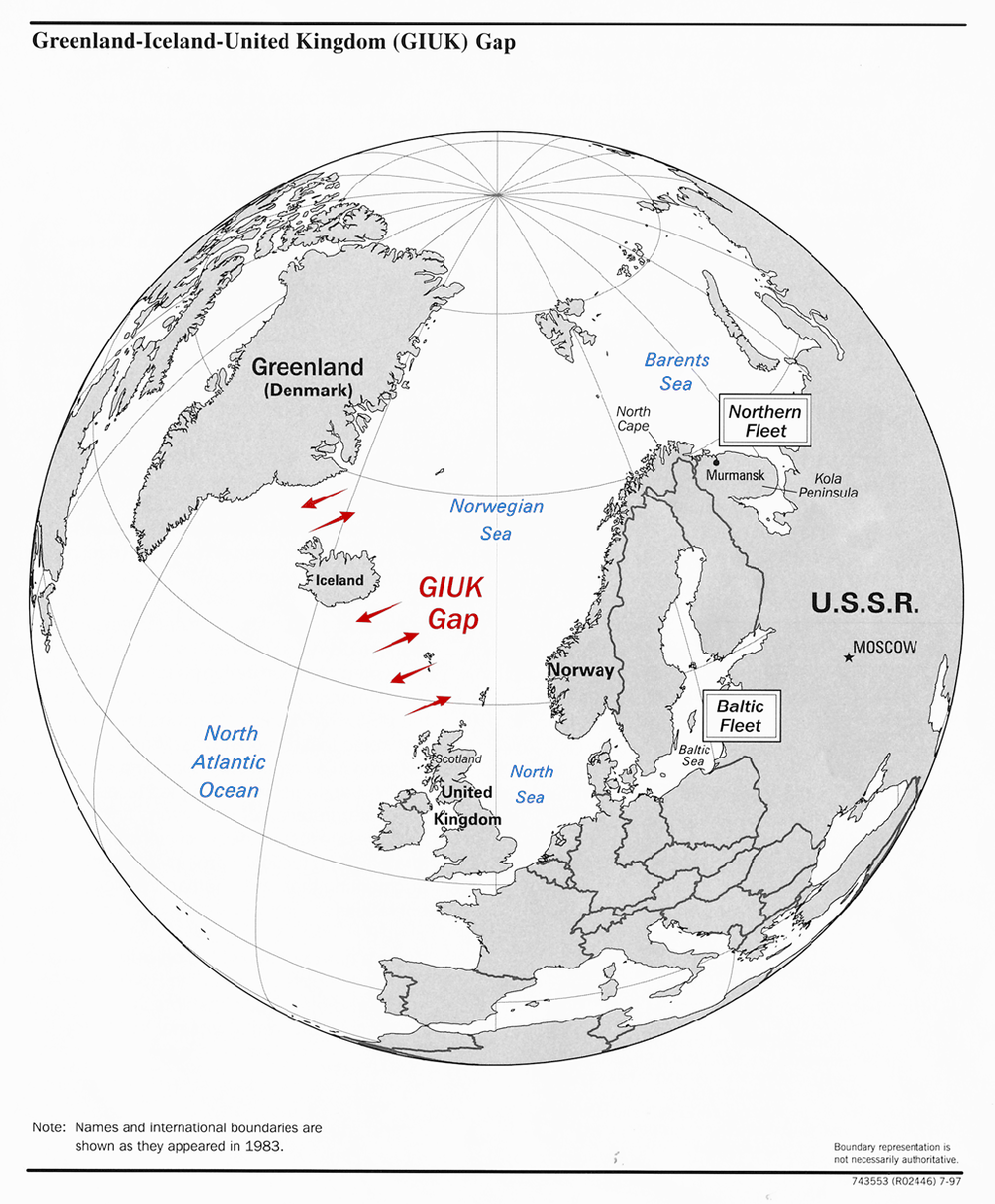
Фареро-Исландский рубеж

Фареро-Исландский рубеж (англ. GIUK gap, акроним от Greenland—Iceland—United Kingdom) — линия противолодочной обороны НАТО в северной Атлантике между Гренландией, Исландией и Великобританией. В русской терминологии иногда употребляется термин «ГИШ» (Гренландия-Исландия-Шотландия) по аналогии с английским акронимом. Располагается в Датском проливе и вдоль Фарерско-исландского тектонического выступа.
Стратегическое значение этого участка Атлантического океана впервые было проявлено во время Второй мировой войны. Тогда как британские самолёты не могли эффективно патрулировать Датский пролив, а Германия получила возможность перебазировать свой подводный флот на французское побережье (то есть непосредственно на океанский берег), укрепление Датского пролива средствами противолодочной обороны позволило значительно снизить потери конвоев, шедших в Великобританию из США от нападений немецких подводных лодок.
После окончания войны значение линии ещё более усилилось. Фареро-Исландский рубеж стал вторым (после линии Нордкап — Медвежий остров) рубежом обороны Атлантического океана от советского подводного флота. В 1950-х годах США разместили по всему рубежу систему наблюдения «SOSUS». Её целью стало обнаружение советских подводных лодок, выходящих в Атлантический океан: в случае начала военного конфликта снабжение войск НАТО в Европе играло бы чрезвычайно важную роль, тогда как присутствие в океане значительного числа подводных лодок противника означало бы неприемлемые потери для НАТО. Одновременно с этим рубеж представлял особый интерес для морской авиации СССР в отношении возможности обнаружения там противолодочных кораблей/самолётов вероятного противника.
Эффективность рубежа снизилась после введения в строй менее шумных подводных лодок третьего поколения («Варшавянка», «Лира» и другие).